# Lepidiota helleri
Lepidiota helleri är en skalbaggsart som beskrevs av Moser 1913. Lepidiota helleri ingår i släktet Lepidiota och familjen Melolonthidae. Inga underarter finns listade i Catalogue of Life.